# کنتو هیودو
کنتو هیودو (انگلیسی: Kento Hyodo؛ زادهٔ ۱۹ سپتامبر ۲۰۰۰) بازیکن فوتبال است.
از باشگاه‌هایی که در آن بازی کرده‌است می‌توان به باشگاه فوتبال ناگویا گرامپوس اشاره کرد.